# Daphniphyllum macropodum
Daphniphyllum macropodum är en tvåhjärtbladig växtart som beskrevs av Friedrich Anton Wilhelm Miquel. Daphniphyllum macropodum ingår i släktet Daphniphyllum och familjen Daphniphyllaceae. Utöver nominatformen finns också underarten D. m. humile.

## Bildgalleri

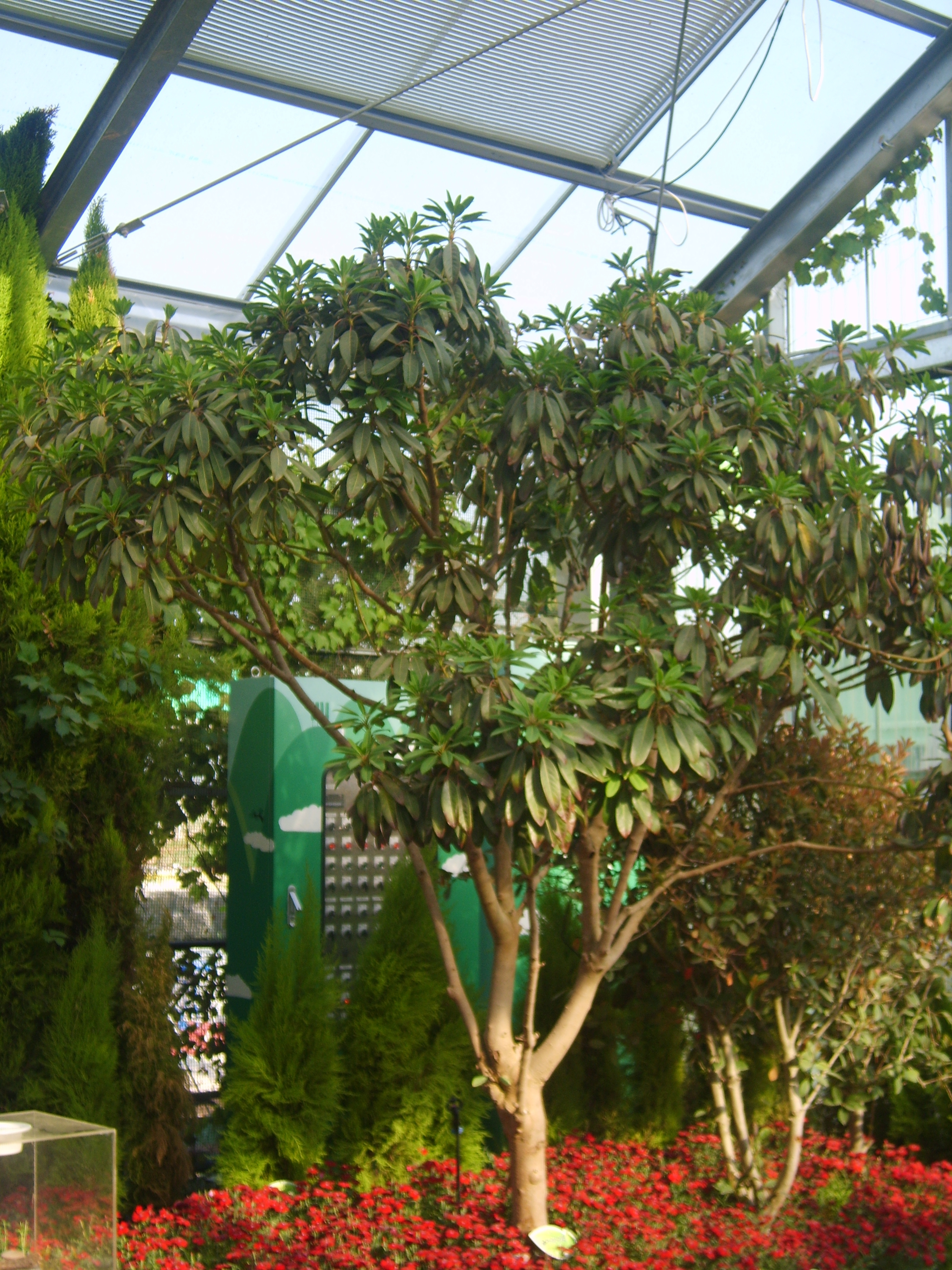
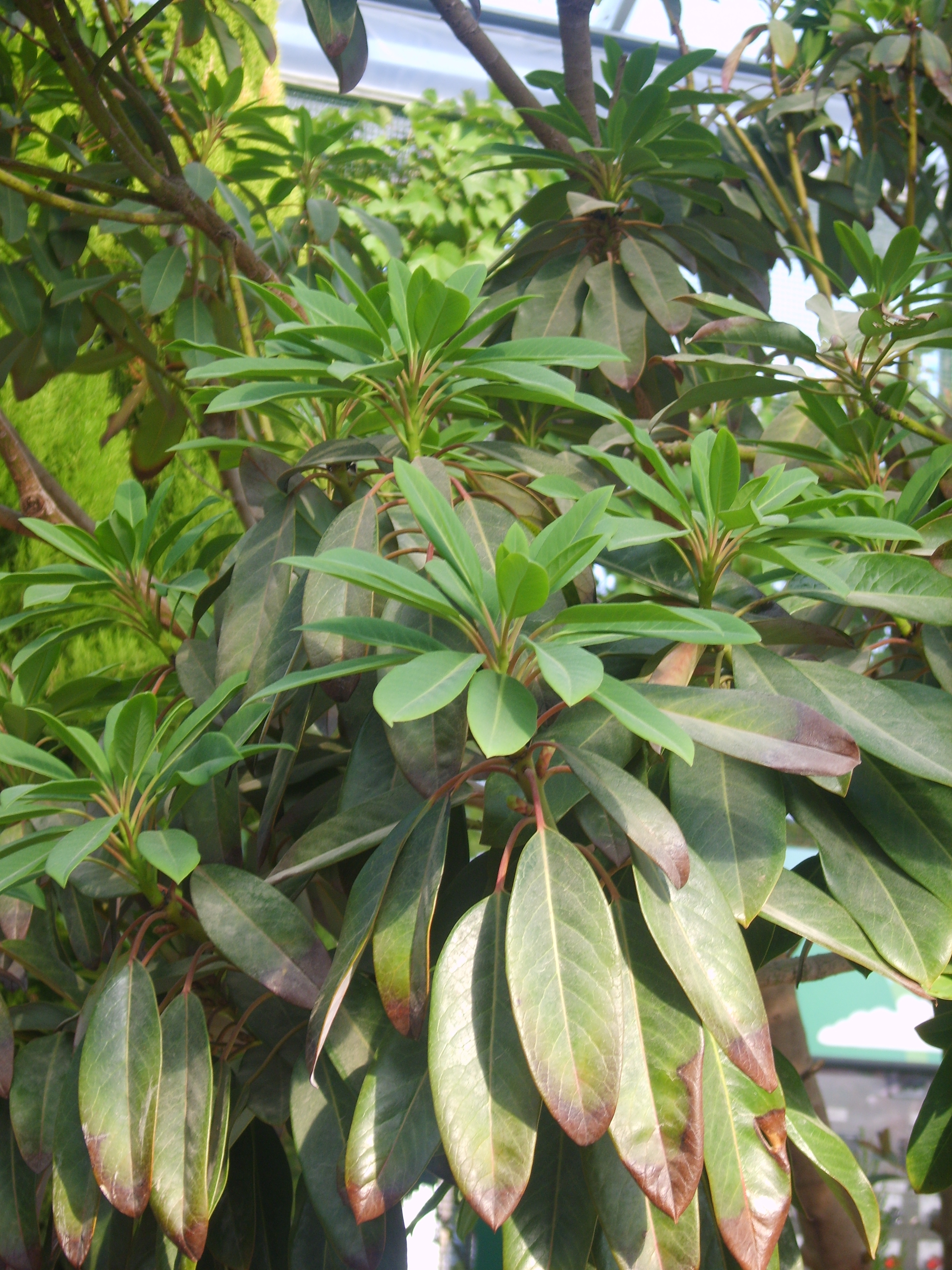
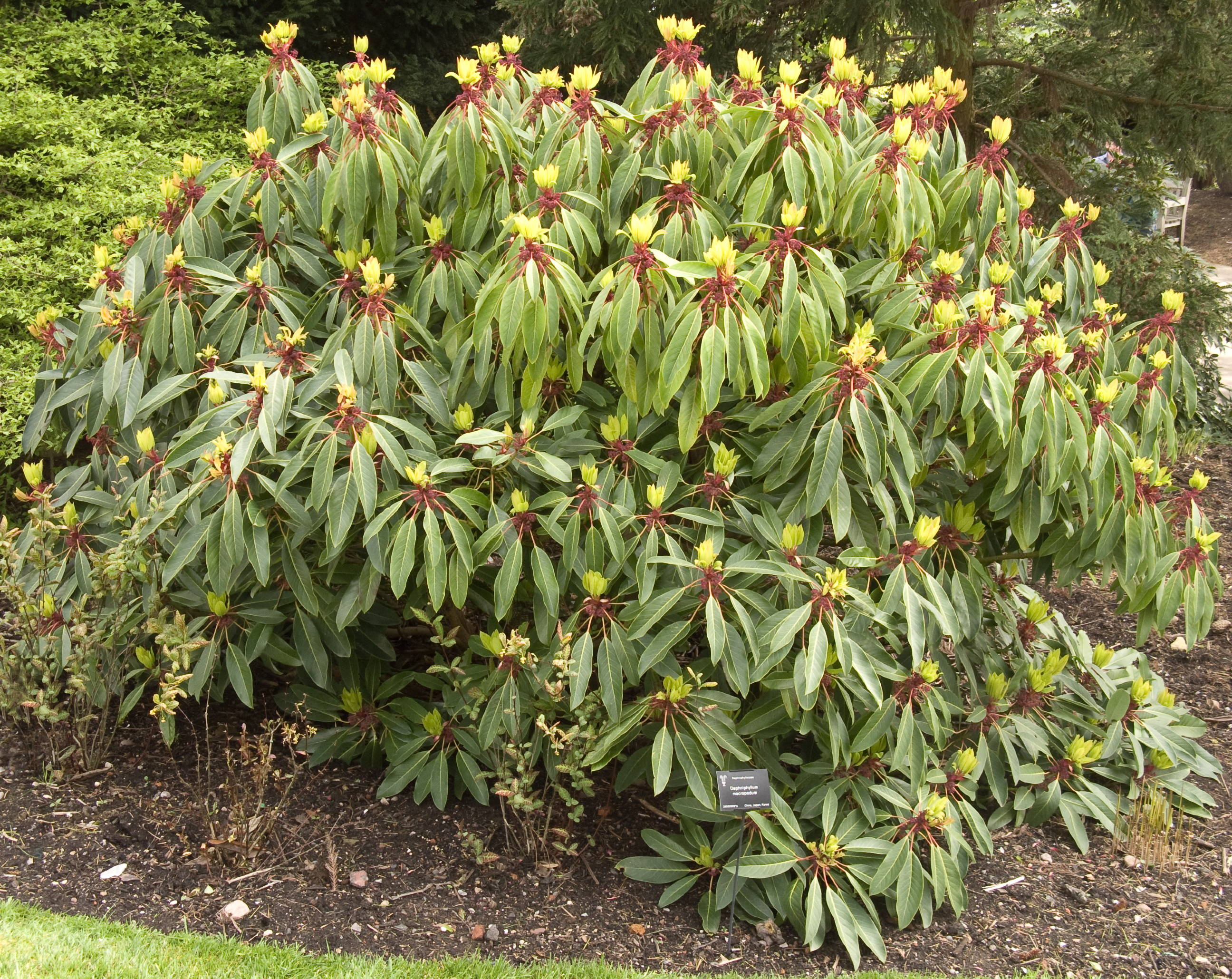
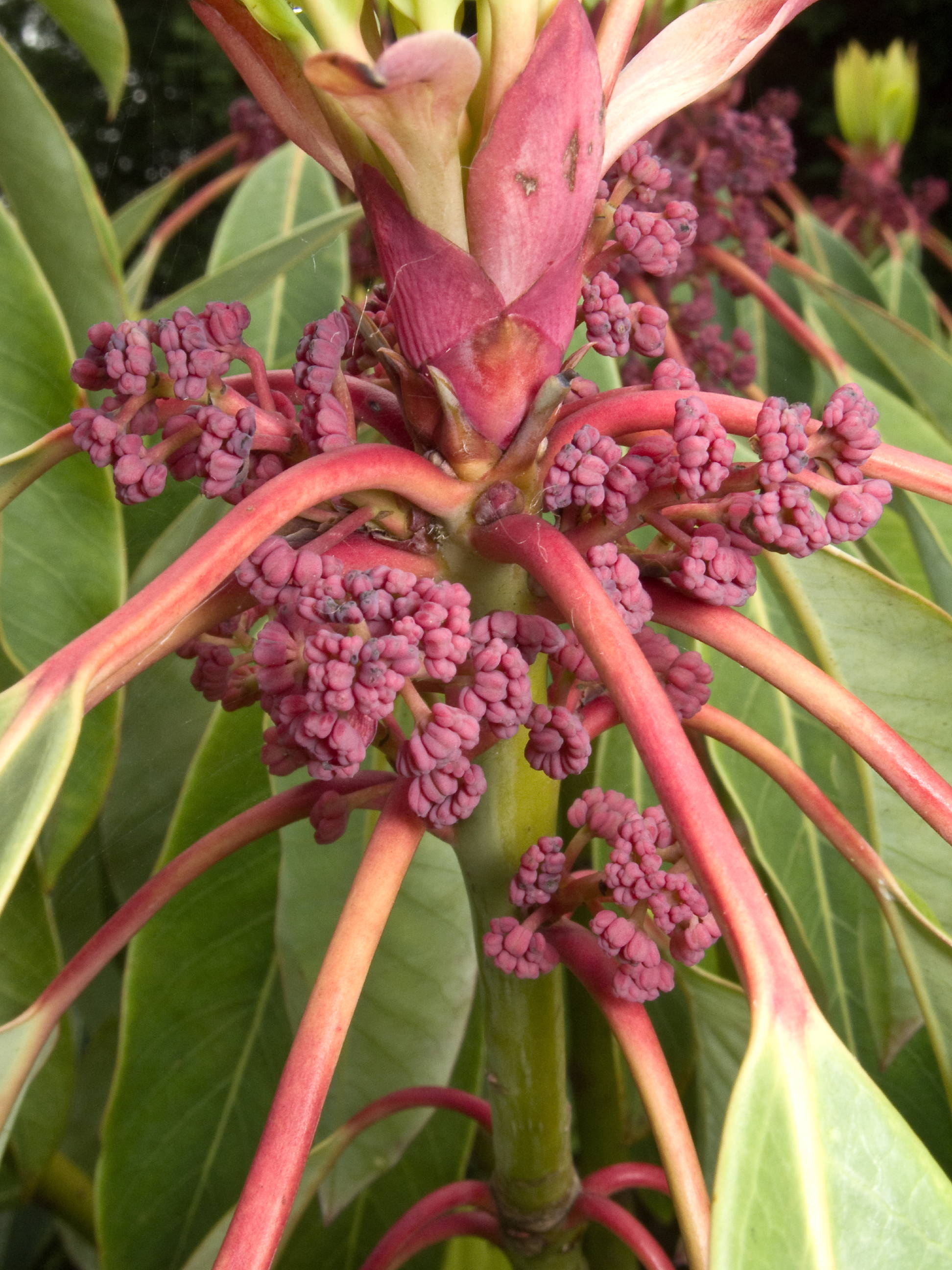
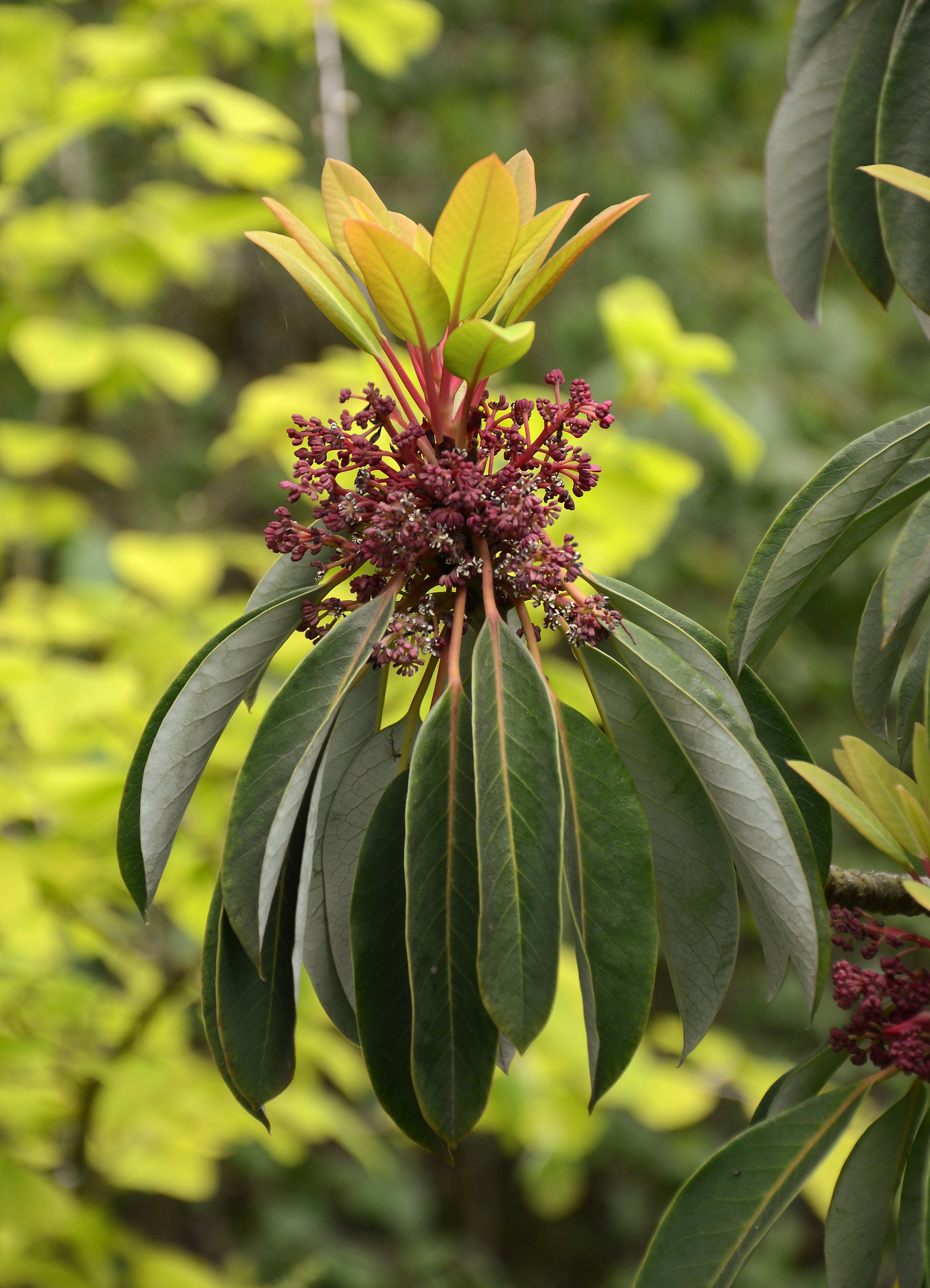
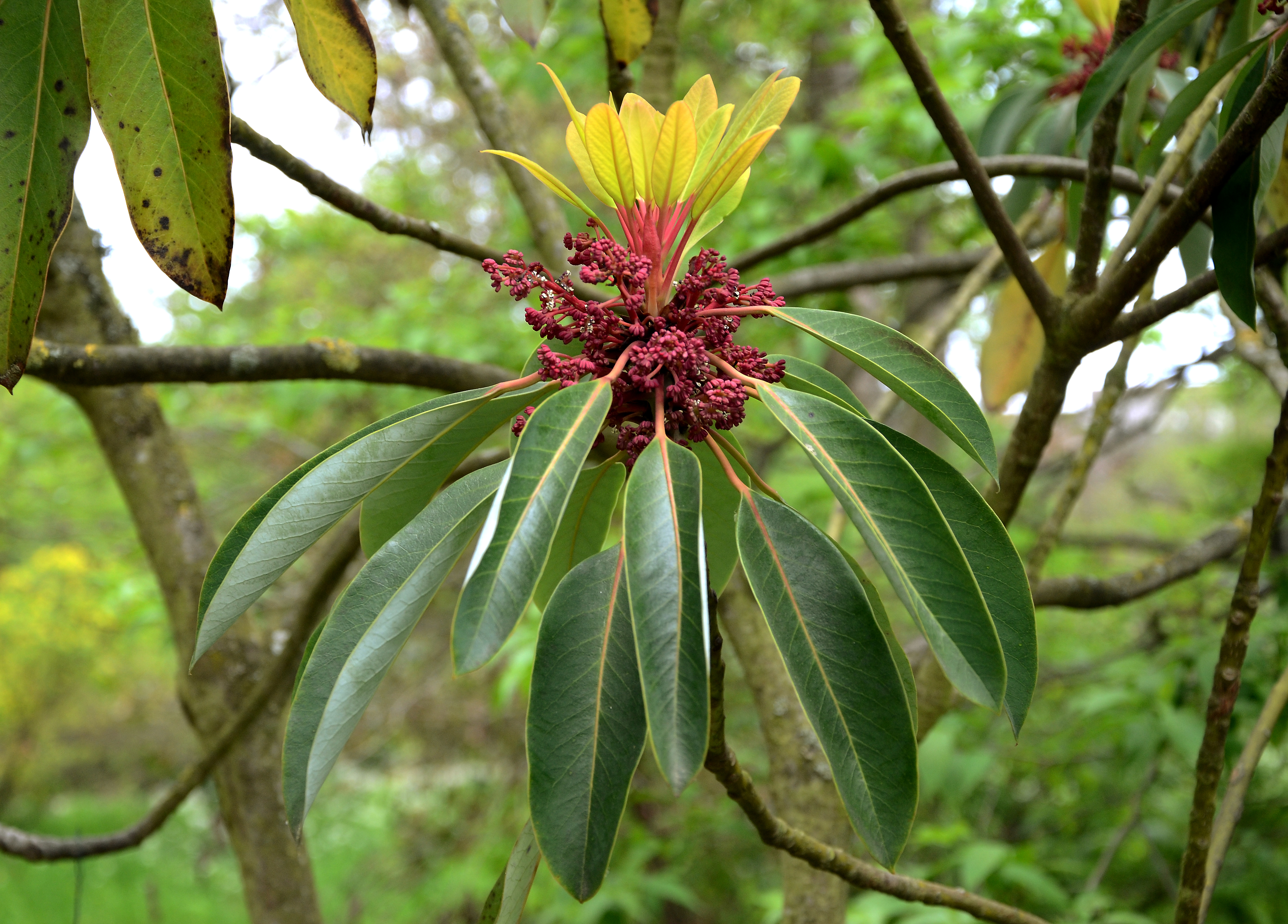